# Agaricus moelleri
Agaricus moelleri là một loài nấm lớn trong chiAgaricus. Hầu hết các loài trong chi này là nấm ăn được, chỉ một ít loài là không ăn được, và đây là một trong số những loài có thể gây rối loạn đường ruột. Nó mọc trên hầu hết các vùng rừng, trong suốt cuối hè, ở các vùng khí hậu ôn hòa phía bắc.
- Danh sách các loài Agaricus

## Hình ảnh

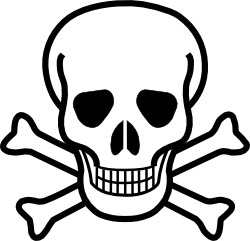
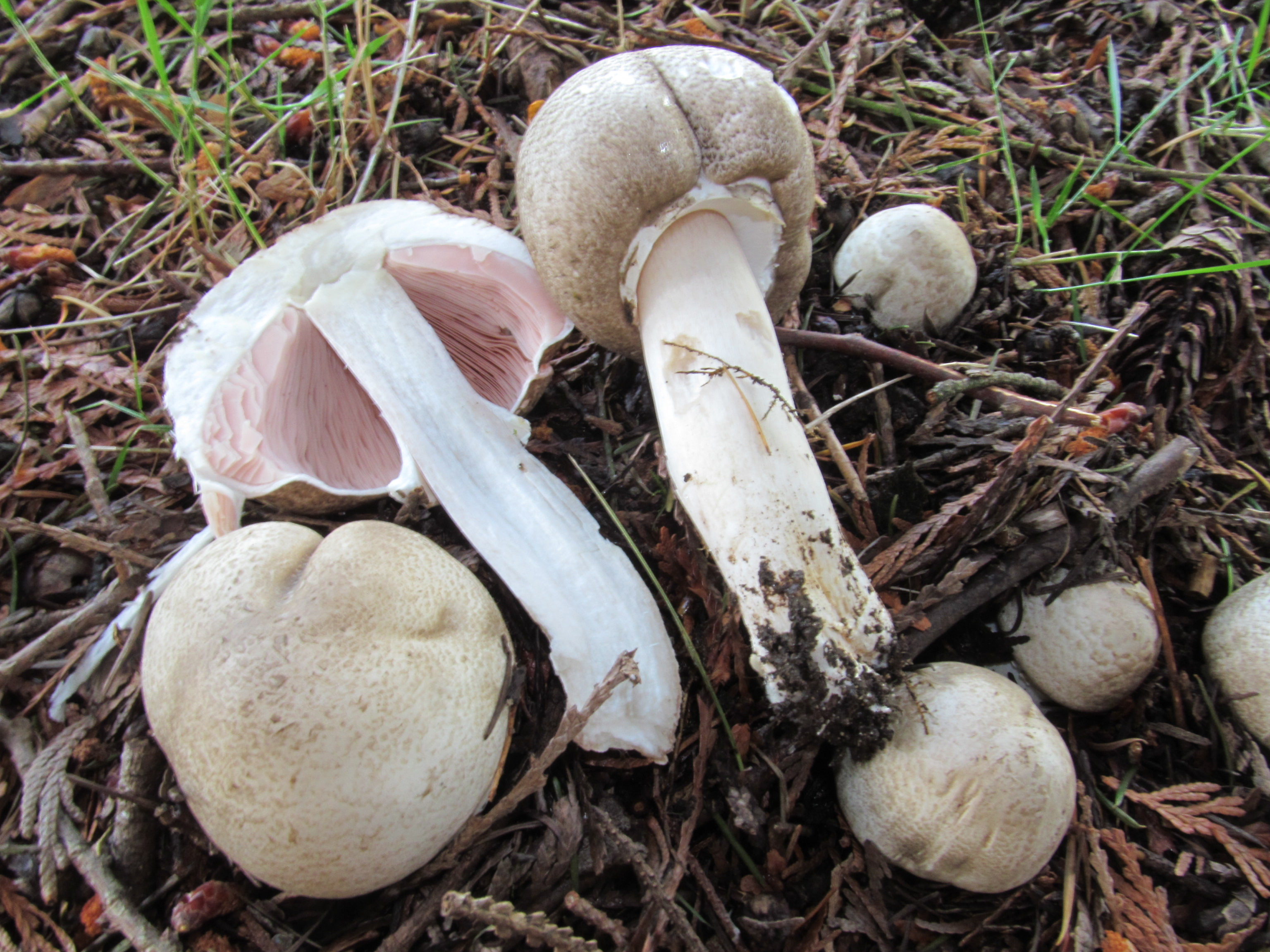